# Ordet
株式会社Ordet（オース、英: Ordet Co.,Ltd.）は、かつて存在した日本のアニメ制作会社。株式会社ウルトラスーパーピクチャーズの子会社であった。
社名のordet は英語のword (言葉) に相当するデンマーク語の単語で、発音はオアッあるいはオーアッに近い（IPA: [ˈoːɐ̯ˀð̞] 参考: ordet - forvo.com）。社名とロゴマークはカール・テオドア・ドライヤー監督の映画『Ordet』（邦題：『奇跡』）のタイトルを用いている。

## 歴史
2007年8月設立。京都アニメーションデジタル映像開発室を経て子会社のアニメーションDoへ移籍したアニメーション演出家の山本寛が、同年のアニメーション作品『らき☆すた』の監督を「監督において、まだその域に達していない」との京都アニメーションの社内判断によって降板させられた後、同年6月23日をもってアニメーションDoを退社し、設立した。設立時にはアニメ演出家の吉岡忍、アニメーターの門脇聡、松尾祐輔などが参加していた。
同年、『スケッチブック 〜full color's〜』でグロス請け制作を開始。以降A-1 Picturesの制作協力を主とし、2008年の『かんなぎ』では代表の山本が監督を務め、Ordetもプロダクション協力として参加した。
2011年8月、持株会社「株式会社ウルトラスーパーピクチャーズ」が設立され、3DCG制作の株式会社サンジゲン、2Dアニメーション制作の株式会社トリガーおよび株式会社ライデンフィルムと共にグループ企業の一員となった。
2016年3月25日、創業者の山本寛が代表取締役を辞任、サンジゲン及びウルトラスーパーピクチャーズ代表の松浦裕暁に交代。前後して公式ツイッターの更新を一時休止、竹内宏彰が自身のツイッターのプロフを元Ordet顧問に変更、公式サイトから電話番号とメールアドレスが削除。その後はネットショップと公式サイトも閉鎖され、事実上の廃業状態となった。
2025年3月1日付でウルトラスーパーピクチャーズに吸収合併され解散。

## 作品履歴

### テレビアニメ
| 開始年 | 放送期間  | タイトル                  | 監督   | 原作         | 備考                              |
| ------ | --------- | ------------------------- | ------ | ------------ | --------------------------------- |
| 2012年 | 2月 - 3月 | ブラック★ロックシューター | 吉岡忍 | キャラクター | 共同制作：サンジゲン              |
| 2013年 | 1月 - 4月 | 戦勇。                    | 山本寛 | 漫画         | 第1期、共同制作：ライデンフィルム |
| 2013年 | 7月 - 9月 | 戦勇。                    | 山本寛 | 漫画         | 第2期、共同制作：ライデンフィルム |
| 2014年 | 1月 - 3月 | Wake Up, Girls!           | 山本寛 | オリジナル   | 共同制作：タツノコプロ            |

### 劇場アニメ
| 公開年 | タイトル                                     | 監督   | 原作       | 共同制作     |
| ------ | -------------------------------------------- | ------ | ---------- | ------------ |
| 2014年 | Wake Up, Girls! 七人のアイドル               | 山本寛 | オリジナル | タツノコプロ |
| 2015年 | Wake Up, Girls! 青春の影 / Beyond the Bottom | 山本寛 | オリジナル | ミルパンセ   |

### Webアニメ
| 配信年 | タイトル                                   | 監督                  | 原作       | 共同制作               |
| ------ | ------------------------------------------ | --------------------- | ---------- | ---------------------- |
| 2013年 | 宮河家の空腹                               | 山本寛                | 漫画       | エンカレッジフィルムズ |
| 2014年 | うぇいくあっぷがーるZOO!                   | 森井ケンシロウ        | オリジナル | スタジオモリケン       |
| 2016年 | Wake Up, Girls！の宮城PRやらせてください！ | 山本寛（総） 山崎雄太 | オリジナル |                        |
| 2016年 | うぇいくあっぷがーるZOO！ 宮城PRでGO！     | 森井ケンシロウ        | オリジナル | ダブトゥーンスタジオ   |

### OVA
| 年     | タイトル                     | 監督   | 原作         |
| ------ | ---------------------------- | ------ | ------------ |
| 2010年 | ブラック★ロックシューター    | 吉岡忍 | キャラクター |
| 2013年 | Wake Up, Girls! 出逢いの記録 | N/A    | オリジナル   |

### その他
| 年     | タイトル                                         | 備考                                             |
| ------ | ------------------------------------------------ | ------------------------------------------------ |
| 2012年 | ブラウザゲーム「ロードス島戦記 -伝説の継承者-」  | 制作元請：ゲームオン、プロモーションムービー制作 |
| 2012年 | Bloosom                                          | 自社企画制作作品                                 |
| 2014年 | パスピエ「トーキョーシティ・アンダーグラウンド」 | アニメパートのみ、プロモーションムービー制作     |

### 制作協力
テレビアニメ
- スケッチブック 〜full color's〜（制作元請：ハルフィルムメーカー、各話制作協力、2007年）
- 灼眼のシャナII（制作元請：J.C.STAFF、OP2制作協力、2007-2008年）
- かんなぎ（制作元請：A-1 Pictures、プロダクション協力、2008年-2009年）
- ケメコデラックス!（制作元請：ハルフィルムメーカー、各話制作協力、2008年）
- フラクタル（制作元請：A-1 Pictures、プロダクション協力、2011年）
- THE IDOLM@STER（制作元請：A-1 Pictures、各話制作協力、2011年）
- WORKING'!!（制作元請：A-1 Pictures、各話制作協力、2011年）
- 坂道のアポロン（制作元請：MAPPA・手塚プロダクション、各話制作協力、2012年）
- 超訳百人一首 うた恋い。（制作元請：TYOアニメーションズ、各話制作協力、2012年）
- WHITE ALBUM2（制作元請：サテライト、各話制作協力、2013年）

劇場アニメ
- サカサマのパテマ（制作元請：スタジオ・リッカ、プロダクション協力、2013年）

OVA・その他
- 撲殺天使ドクロちゃんセカンド（制作元請：ハルフィルムメーカー、各話制作協力、2007年）
- となりの801ちゃんR（制作元請：A-1 Pictures、OPプロダクション協力、2009年）